# 서홍석 (1976년)
서홍석(徐弘錫, 1976년 2월 23일, 전라북도 부안군 ~ )은 대한민국의 제8대 서울특별시 관악구의원이었다.

## 학력
- 한국방송통신대학교 경영학과 졸업
- 경희대학교 경영대학원 경영학과 경영학 석사 졸업

## 경력
- 제19대 대통령 선거 문재인 후보 조직특보
- 서울특별시 청년자문관
- 서울시교육청 학생징계조정위원
- 서울시청노동조합 정책자문위원
- 한중청년협회 자문위원
- 더불어민주당 서울시당 청년부위원장
- 더불어민주당 전국청년위원회 기획위원
- 서울시정일보 기자
- 전북 부안군향우회 운영위원
- 해오름장애인협회 관악구 지부장
- 관악구 미성동 방위협의회 부총무
- 2018.07 ~ 2020.09 제8대 서울특별시 관악구의회 의원
- 2018.07 ~ 2020.07 제8대 서울특별시 관악구의회 전반기 행정재경위원회 위원
- 2018.07 ~ 2020.07 제8대 서울특별시 관악구의회 전반기 예산결산특별위원회 위원
- 2019.01 ~ 2019.04 제8대 서울특별시 관악구의회 서울특별시 관악구 U-통합관제센터유지보수전반에관한행정사무조사특별위원회 위원

## 수상
- 더불어민주당 2급 포상 - 제3기 민주정부수립 기여
- 정치언론공헌대상 - 나비효과재단
- 이달의 기자상 - 월드미디어그룹

## 논란
- 2020년 10월 12일 관악구 재보궐 없다…이기중 관악구의원 “지방의회 쉽게 보나” 비판

## 역대 선거 결과
| 실시년도 | 선거      | 대수 | 직책   | 선거구                  | 정당         | 득표수    | 득표율          | 순위 | 당락 | 비고           |
| -------- | --------- | ---- | ------ | ----------------------- | ------------ | --------- | --------------- | ---- | ---- | -------------- |
| 2018년   | 지방 선거 | 8대  | 구의원 | 서울 관악구 (마 선거구) | 더불어민주당 | 12,781 표 | \| \| 35.13% \| | 1위  |      | 초선, 민선 7기 |
|          | 35.13%    |      |        |                         |              |           |                 |      |      |                |